# Traumatropizm
Traumatropizm – ruch rośliny spowodowany jakimś uszkodzeniem, między innymi zranieniem. 
Temu typowi ruchu towarzyszy wydzielanie hormonów roślinnych, zwłaszcza auksyny i cytokinin. Auksyny znajdują się w części wierzchołkowej rośliny i w wyniku zranienia przenikają do komórek leżących niżej, wywołując ich wydłużenie. Cytokiny zaś powodują przyspieszenie podziałów komórek. 
Pędy wykazują traumatotropizm dodatni w początkowym okresie wzrostu, później ujemny, zaś korzenie zwykle ujemny.